# Kirkcudbright
Kirkcudbright (en gaélico escocés Cille Chuithbeirt) es una localidad de Escocia, capital del condado de Kirkcudbrightshire, en la región Dumfries and Galloway, al suroeste del país.
Se sitúa en las proximidades de la desembocadura del río Dee, aproximadamente a 10 kilómetros del Océano Atlántico y a 25 km de Dumfries. Alcanzó la categoría de 'royal burgh' (estatus de aquellas localidades que han sido fundadas o a las que se ha concedido una carta real) en 1453.

## Personalidades
- John Paul Jones (1747-1792), militar y marino. Nació en una villa cercana.
- Thomas Brown (1778–1820)